# اس‌اف-۲۳ اسپرلینگ
اس‌اف-۲۳ اسپرلینگ (به انگلیسی: Scheibe_SF-23_Sperling) یک هواگرد ملخ‌پیشین تک‌موتوره از نوع تک باله دو سرنشینه ساخت شرکت Scheibe Flugzeugbau است. هواگرد اس‌اف-۲۳ اسپرلینگ نخستین پروازش را در ۱۹۵۵ میلادی انجام داد. در مجموع، تعداد ۲۷ فروند از این هواگرد ساخته شده‌است.